# Самі Бутуїль
Самі Бутуїль (3 жовтня 2000) — марокканський плавець.
Учасник Олімпійських Ігор 2020 року, де в попередніх запливах на дистанції 100 метрів вільним стилем посів 43-тє місце і не потрапив до півфіналів.